# Torrubia del Campo (kommunhuvudort)
Torrubia del Campo är en kommunhuvudort i Spanien.   Den ligger i provinsen Provincia de Cuenca och regionen Kastilien-La Mancha, i den centrala delen av landet, 90 km sydost om huvudstaden Madrid. Torrubia del Campo ligger 805 meter över havet och antalet invånare är 338.
Terrängen runt Torrubia del Campo är platt. Runt Torrubia del Campo är det mycket glesbefolkat, med 6 invånare per kvadratkilometer. Närmaste större samhälle är Tarancón, 12,9 km norr om Torrubia del Campo. Trakten runt Torrubia del Campo består till största delen av jordbruksmark.